# Cécilia Mourgue d'Algue
Cécilia Mourgue d'Algue, née le 4 août 1946, est une golfeuse franco-suédoise, licenciée à Saint-Nom-la-Bretèche.
Sa première sélection en équipe nationale arrive dès 1964. Elle est l'épouse depuis 1967 de Gaëtan Mourgue d'Algue, né en 1939 à Aix-les-Milles, journaliste sportif spécialisé à Tennis & Golf, fondateur du magazine Golf Européen en 1971, qui a été sélectionné près d'une centaine de fois en équipes de France amateur de 1955 (16 ans) à 1969, et dont le père était également golfeur. Il a remporté le championnat de France amateur en 1967 et 1968, et la Biarritz Cup en 1961.
Elle est membre de l'Académie des sports.
Sa fille Kristel, née le 13 septembre 1973, a été  championne d'Europe par équipes en 1993 ( 3e en 1995),  championne de France amateur en 1994, vainqueur de l'Omnium de France en 1996,  médaillée d'argent par équipes aux jeux méditerranéens en 1993 (avec Stephanie Dallongeville et Patricia Meunier), et seconde de l'open britannique amateur en 1995.

## Palmarès amateurs
- 2e joueuse mondiale en 1984;
- Vice-championne du monde individuelle en 1984 et 1986;
- Championne d'Europe par équipes en 1989 (avec Sandrine Mendiburu, Caroline Bourtayre, Delphine Bourson, Sophie Louapre, et Valérie Pamard);
- Championne de France en 1996 (50 ans)[2];
- 2e de l'open britannique amateur en 1994;
- Quadruple vice-champion de France, en 1977, 1980, 1982, et 1985.

### Séniors
- Sextuple championne d'Europe individuelle, en 1997, 2000, 2001, 2002, 2005, et 2011;
- Triple championne d'Europe par équipes en 2004, 2005, et 2006;
- Quadruple vice-championne d'Europe individuelle en 1998, 1999, 2004, et 2007;
- 3e des championnats d'Europe individuels en 2008;
- 7 fois championne de France jusqu'en 2003 (...).